# Hyphodontia serpentiformis
Hyphodontia serpentiformis är en svampart som beskrevs av Langer 1992. Hyphodontia serpentiformis ingår i släktet Hyphodontia och familjen Schizoporaceae.   Inga underarter finns listade i Catalogue of Life.